# Gendergelijkheid

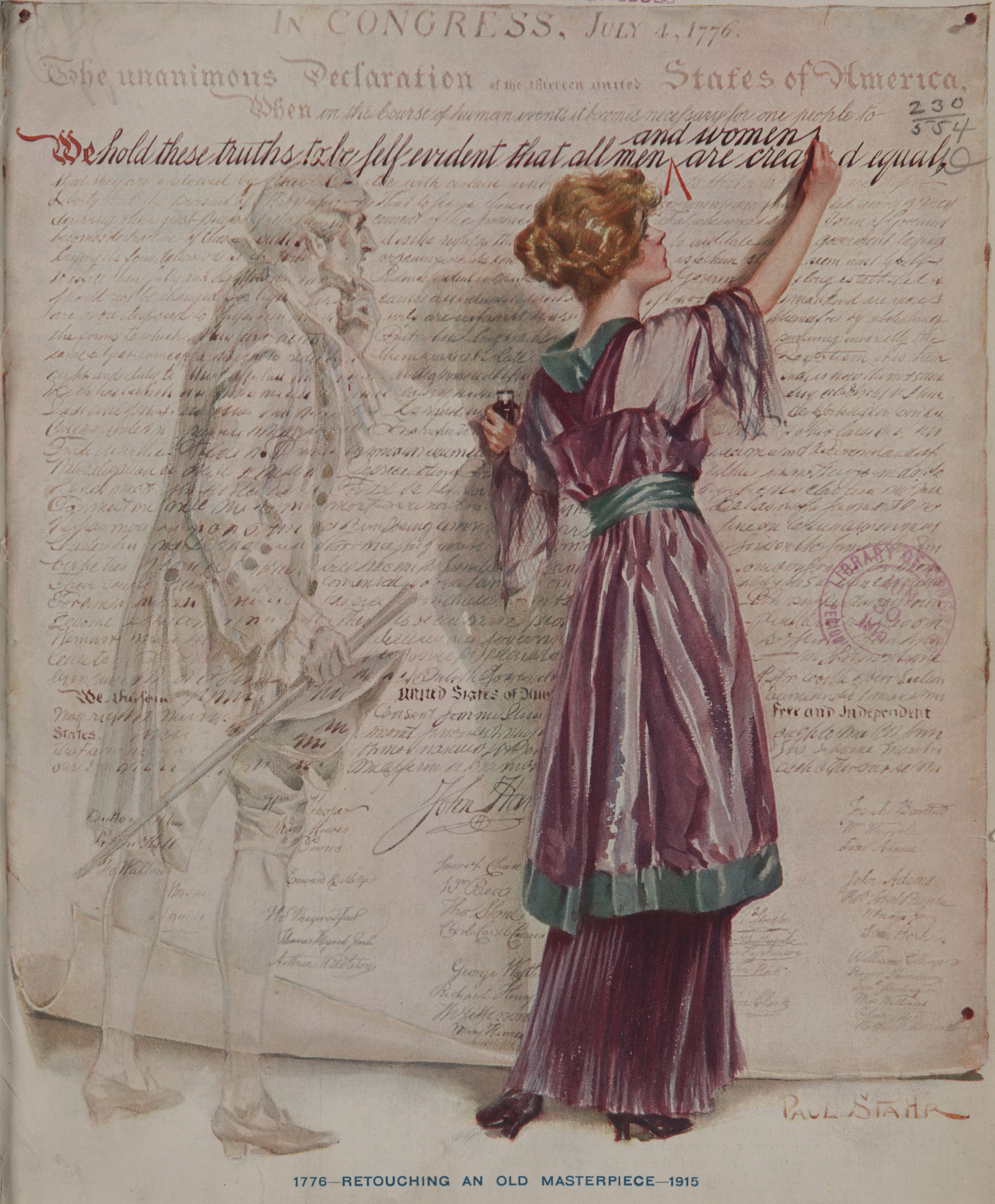
Voorpagina van Life in juli 1915: een vrouw herschrijft de Amerikaanse Onafhankelijkheidsverklaring opdat die ook de gelijkheid van vrouwen zou erkennen.

Gendergelijkheid is de gelijkstelling en gelijke behandeling van mensen met een verschillend geslacht, gender of seksuele geaardheid, zowel in het maatschappelijk verkeer als voor de wet. Gendergelijkheid werd met name actueel door de oprichting van het Europees Instituut voor gendergelijkheid (European Institute for Gender Equality) als agentschap van de Europese Unie.
Gendergelijkheid betreft onder meer:
- gelijkheid van man en vrouw in het maatschappelijk verkeer;
- geen discriminatie naar geslacht;
- geen discriminatie naar genderpresentatie.

## Gendergelijkheidsbeleid in de Europese Unie
De eerste juridische doorbraak voor de rechten van vrouwen in de Europese Unie (EU) kwam in 1957, toen het Verdrag van Rome werd ondertekend en de Europese Economische Gemeenschap (EEG) werd opgericht. In artikel 119 van het verdrag is het principe van "gelijke beloning voor mannelijke en vrouwelijke werknemers voor gelijke arbeid" ingevoerd, waarin letterlijk staat dat "mannen en vrouwen gelijke beloningen voor gelijk werk moeten krijgen".
Ten tijde van de ondertekening van het verdrag was dit specifieke punt een belangrijke stap, omdat het in de meeste Europese landen nog steeds normaal was dat vrouwen voor dezelfde baan minder verdienden dan mannen. Ondanks het immense belang van artikel 119, was gendergelijkheid in veel van de deelnemende lidstaten nog niet aan de orde was en dat het motief van het artikel puur economisch was. De kwestie van sociale rechtvaardigheid of het belag van vrouwen kwam in dit specifiek verdrag niet aan de orde.
Ongeveer 10 jaar na de ondertekening van het verdrag begonnen activistische vrouwen zich de mogelijkheden te beseffen die artikel 119 hen zou kunnen bieden. Het debat ging over van een economische toon naar een eis van mensenrechten. Deze benadering van genderkwesties kan volgens Teresa Rees (1998) worden gezien als gelijke behandeling en was in de jaren zeventig het leidende gendergelijkheidsbeleid van de EU. Gemakkelijk gezegd betekent gelijke behandeling dat iedereen dezelfde mensenrechten moet hebben en dezelfde kansen in het leven moet krijgen.
In de jaren tachtig verschoof het gendergelijkheidsbeleid van de EU naar positieve actie en werd de nadruk gelegd op gelijkheid van toegang tot het creëren van voorwaarden die waarschijnlijk leidden tot gelijkheid van resultaat.
Uiteindelijk is de EU in de jaren negentig overgestapt naar gender mainstreaming, een benadering die verdergaat dan gelijke kansen en gelijkheid van resultaten. De focus van gender mainstreaming ligt namelijk niet alleen op vrouwen, maar ook op gender in het algemeen: op mannen en vrouwen en hun respectievelijke machtsverhoudingen. De bedoeling van deze aanpak is om de impact van gendervooroordelen en de (re)productie van ongelijkheid tegen te gaan. 

## Geslachtsblindheid
De eigenschap van een regeling (en analoog voor een voorwerp) dat man en vrouw verwisseld kan worden, gaat minder ver dan de eigenschap, soms geslachtsblindheid genoemd, dat sekse helemaal niet aan de orde is (of elk afzonderlijk woord man kan worden vervangen door vrouw en omgekeerd). De eerste sluit niet uit dat slechts een heterohuwelijk mogelijk is, dat er aparte toiletten zijn of in een school aparte jongens- en meisjesklassen; geslachtsblindheid wel.
Er zijn medische onderzoeken en behandelingen waarbij geslachtsblindheid niet aan de orde kan zijn. Ook bij sommige kleding kan onderscheid functioneel zijn, en bij urinoirs.